# Georges Eugène Blanchard
Georges Eugène Blanchard (Basilea, 12 ottobre 1805 – Grand-Couronne, 13 febbraio 1876) è stato un generale francese.

## Biografia
Figlio di un commissario di guerra francese di stanza in Svizzera. Ammesso all'École spéciale militaire de Saint-Cyr nel 1825.
Nominato sottotenente nel 1827, in Africa partecipò all'assedio di Algeri del 1830.
Nominato generale di brigata il 22 settembre 1855, divenne capo della 1ª Brigata della 4ª divisione di fanteria. Tornato in Francia, comandò una brigata composta da reggimenti di ritorno dalla Crimea. Nell'aprile 1859 venne nominato a capo della 2ª Brigata della 1º Corpo d'Armata in Italia. Il 14 giugno 1859 assunse il comando della 2ª Brigata della Guardia imperiale.